# Reportage
En reportage er en litterær genre oftest brugt inden for journalistik.
I reportagen tager journalisten læseren med ud i virkeligheden og fungerer her som en flue på væggen, der sanser og ser alt, og indtrykkene formidles derefter til læseren med levende beskrivelser af steder og begivenheder.
Reportagen er ligesom casen en beskrivende og konkretiserende artikelgenre.
Den kan formidle journalistens egne iagttagelser, eller den kan skildre en interviewpersons oplevelser. Ofte vil det være en kombination, for eksempel:
"Jeg så røveren komme stormende ind i banken, lige hen mod kassen, hvor jeg sad," fortæller hun og knuger sit lommetørklæde, så knoerne bliver helt hvide.
Reportagen beskriver et sted eller en begivenhed. Den kræver meget af journalisten som reporter; man skal lægge mærke til lugt, lyd, farver, lys og stemninger og beskrive dem indlevende i artiklen. 
Miljøet beskrives ofte som negativt. Tiden er nutidig.
Der er 4 forskellige typer reportager [kilde mangler]:
- Nyhedsreportage (katastrofer, redningsaktion, uvejr osv.)
- Begivenhedsreportage (en skildring af en grundlovsfest, demonstration, sportskamp. Begivenheder, der ikke i sig selv er en nyhed, men som rummer folkeliv og atmosfære)
- Portrætreportage (En person skildres og placeres i sit miljø gennem en beskrivelse af dennes omgivelser og vaner)
- Baggrundsreportage (bag om historien, begivenhedsudvikling, opridser facts, f.eks. omtale af et uopklaret mord)

## Reportage
Journalister, som skriver en reportage, har som regel selv været ude på det sted, hvor begivenheden sker. Journalisten afgør, hvad historien går ud på. Kilderne er reduceret til en slags vidner.

## Undersøgende journalistik
I den undersøgende eller dybdeborende reportage går journalisten dybere ned i sin historie og underbygger den med flere kilder, fx historisk eller videnskabeligt materiale, dokumenter el. lign. 
Desuden foretager han et stort analysearbejde og en grundig kildekritik. Det er en tidskrævende form for journalistik, og den udføres derfor ofte af to eller flere journalister.
Genren bruges ofte til kritisk at belyse problemer af væsentlig interesse for læserne eller til at afsløre ulovlige forhold eller forhold, der kan angribes rent moralsk. 
Undersøgende journalistik, som afslører forhold, får ofte karakter af at være en kampagne. I de tilfælde kan den omfatte mange artikler af forskellig art, fx interviews og referater. En kampagne har ikke kun til formål at informere læserne, men skal også påvirke fx politikere.

## Eksempler
- Fra himmel til helvede, B.T. 21. juli 2005.
- Vi er ikke bange? selvfølgelig ikke!, Berlingske Tidende 21. juli 2005